# 杨小滨
杨小滨（1963年7月21日—），诗人，艺术家，评论家。
杨小滨生于上海，毕业于复旦大学中文系（1985），毕业后在上海社会科学院工作（1985-1989）。1989年赴美后分别获得美国科罗拉多大学文学硕士（1991）和耶鲁大学文学博士（1996）。现为中央研究院中国文哲研究所研究员（2006-），国立政治大学台文所教授（2007-）。曾任密西西比大学教授（1998-2006），北京师范大学客座教授（2002-2003），中国教育电视台《艺术争鸣》栏目主持人、策划（2004-2005），威尼斯大学客座教授（2013）、美国加州大学戴维斯校区客座教授（2015），德国特里尔大学研究员（2018-2019），《现代诗》、《现在诗》特约主编，《倾向》文学人文季刊特约策划。曾获红枫诗歌奖·特别贡献奖（2013）、第一朗读者最佳诗人奖（2016）、胡适诗歌奖（2018）等。
杨小滨著有诗集《穿越阳光地带》（获台湾现代诗社1994年度「第一本诗集奖」）、《青春残酷汉语•诗歌料理》（2007）、《景色与情节》（2008）、《为女太阳干杯》（2011）、《踪迹与涂抹：后摄影主义》（观念摄影+抽象诗集，2012）、《杨小滨诗×3》（《女世界》、《多谈点主义》、《指南录•自修课》，2014）、《到海巢去：杨小滨诗选》（2015）、《洗澡课》（2017）等，论著《否定的美学：法兰克福学派的文艺理论和文化批评》（1995）、《历史与修辞》（1999）、《The　Chinese　Postmodern》（2002）、《中国后现代：先锋小说中的创伤与反讽》（2009）、《无调性文化瞬间》（2012）、《语言的放逐：杨小滨诗学短论与对话》（2012）、《迷宫•杂耍•乱弹：杨小滨文学短论与文化随笔》（2012）、《感性的形式：阅读十二位西方理论大师》（2012）、《欲望与绝爽：拉冈视野下的当代华语文学与文化》（2013）、《你想了解的侯孝贤、杨德昌、蔡明亮（但又没敢问拉冈的）》（2019）、《新电影三大导演》（2020）、《导读莫言》（2021）、《朝向汉语的边陲：当代诗叙论与导读》（2021）等。
本世纪来，杨小滨致力于观念摄影创作，并在各地举办或参加各类艺术展，包括「涂抹与踪迹」（个展，北京，上苑艺术馆，2008），「后摄影主义：踪迹与涂抹」（个展，台北，时空艺术会场，2009），「抽象诗派艺术展」（联展，上海，角度抽象画廊，2009），「台北摄影节·影像新视界」（联展，台北，华山1914文化创意产业园区，2012），「杨小滨摄影诗作展」（个展，台北，文哲艺廊，2014），「台湾艺术家邀请展」（联展，山东潍坊，鲁台会展中心，2016），“Ekphrastic Assimilations”（联展，Asian Art Museum & VALA Art Center，美国西雅图，2016），「后废墟主义：踪迹与涂抹」（个展，台北当代艺术馆，2019），「2021成都双年展特别邀请展——诗融体Amalgamata」（联展，成都，文轩美术馆，2021）等。

## 主要作品
- 《穿越阳光地带》（1994）
- 《否定的美学∶法兰克福学派的文艺理论和文化批评》（1995，1999，2010）
- 《历史与修辞》（1999）
- 《The Chinese Postmodern》（2002）
- 《青春残酷汉语·诗歌料理》（2007）
- 《景色与情节》（2008）
- 《中国后现代：先锋小说中的精神创伤与反讽》（2010）